# فرانچسکو دی فرانچسکو
فرانچسکو دی فرانچسکو (انگلیسی: Francesco De Francesco؛ زادهٔ ۲۱ سپتامبر ۱۹۷۷) بازیکن فوتبال اهل ایتالیا است.
از باشگاه‌هایی که در آن بازی کرده‌است می‌توان به باشگاه فوتبال کوزنتسا کالچو، باشگاه فوتبال آ.ث. میلان، باشگاه فوتبال لچه، باشگاه فوتبال کرمونزه، باشگاه فوتبال سالرنیتانا، باشگاه فوتبال جنوآ، باشگاه فوتبال کومو، و باشگاه فوتبال اسپال اشاره کرد.
وی همچنین در تیم‌های ملی فوتبال زیر ۱۷ سال ایتالیا بازی کرده‌است.